# Stipagrostis
Stipagrostis és un gènere de plantes de la família de les poàcies, ordre de les poals, subclasse de les commelínides, classe de les liliòpsides, divisió dels magnoliofitins.
És originari d'Àfrica, el sud-oest d'Àsia, al nord-oest de l'Índia.

## Sinònim
Schistachne Fig. i De Not.

## Etimologia
El nom del gènere es compon de les paraules del grec stupe (estopa) o stuppeion (fibra) i Agrostis (una hrba farratgera), en al·lusió tant a les seves arestes plomoses cpm a la similitud amb Stipa (un altre gèneere de la mateixa família).

## Citologia
El nombre cromosòmic bàsic és x = 11, amb nombres cromosòmics somàtics de 2n = 22 i 44. 2 i 4 ploides. Cromosomes relativament 'petits' 

## Taxonomia
| - Stipagrostis acutiflora - Stipagrostis affinis - Stipagrostis amabilis - Stipagrostis anomala - Stipagrostis arabiifelicis - Stipagrostis arachnoidea - Stipagrostis barbata - Stipagrostis brachyathera - Stipagrostis brachypoda - Stipagrostis brevifolia - Stipagrostis capensis - Stipagrostis ciliata - Stipagrostis damarensis - Stipagrostis dhofariensis - Stipagrostis dinteri - Stipagrostis drari - Stipagrostis drarii - Stipagrostis dregeana - Stipagrostis fallax - Stipagrostis fastigiata - Stipagrostis foexiana - Stipagrostis fungens - Stipagrostis garubensis - Stipagrostis geminifolia - Stipagrostis giessii - Stipagrostis gonatostachys | - Stipagrostis grandiglumis - Stipagrostis griffithii - Stipagrostis hermanii - Stipagrostis hermannii - Stipagrostis hirtigluma - Stipagrostis hochstetterana - Stipagrostis hochstetteriana - Stipagrostis karelinii - Stipagrostis lanata - Stipagrostis lanipes - Stipagrostis libyca - Stipagrostis lutescens - Stipagrostis masirahensis - Stipagrostis multinerva - Stipagrostis namaquensis - Stipagrostis namibensis - Stipagrostis obtusa - Stipagrostis oranensis - Stipagrostis papposa - Stipagrostis paradisea - Stipagrostis pellytronis - Stipagrostis pennata - Stipagrostis plumosa - Stipagrostis pogonoptila - Stipagrostis prodigiosa | - Stipagrostis proxima - Stipagrostis pungens -Drinn - Stipagrostis raddiana - Stipagrostis ramulosa - Stipagrostis rigidifolia - Stipagrostis sabulicola - Stipagrostis sahelica - Stipagrostis schaeferi - Stipagrostis scoparia - Stipagrostis seelyae - Stipagrostis shawii - Stipagrostis sokotrana - Stipagrostis subacaulis - Stipagrostis szovitsiana - Stipagrostis tenuirostris - Stipagrostis uniplumis - Stipagrostis vexillifera - Stipagrostis vexillifeta - Stipagrostis vulnerans - Stipagrostis xylosa - Stipagrostis zeyheri - Stipagrostis zittelii |